# 23-й Вирджинский пехотный полк
23-й Вирджинский пехотный полк (англ. The 23rd Virginia Volunteer Infantry Regiment) — был пехотным полком, набранным в штате Вирджиния во время Гражданской войны в США. Он сражался почти исключительно в составе Северовирджинской армии.
23-й Вирджинский был сформирован в мае 1861 года. Его роты были набраны в Ричмонде и округах Луиза, Амелия, Галифакс, Гучланд, Принс-Эдвард и Шарлотт. Первым командиром полка стал полковник Уильям Бут Тальяферро.
В 1861 году полк сражался в Западной Вирджинии, участвовал в сражениях при Чит-Маунтен и при Гринбриер-ривер. Зимой он участвовал в ромнийской экспедиции Томаса Джексона. После этого был задействован в кампании в долине Шенандоа, где Тальяферро стал командиром бригады. Полк попал в бригаду Самуэля Фалкерсона и участвовал в первом сражении при Кернстауне, где потерял 3 человек убитыми, 14 ранеными и 32 — пропавшими без вести. Полк вернулся в бригаду Тальяферро и 8 мая сражался при Макдауэле, где потерял 6 человек убитыми и 35 ранеными.
В составе той же бригады полк прошёл Семидневную битву, где потерял всего 6 человек.